# Remise ferroviaire de Mohon
La remise ferroviaire de Mohon est un dépôt ferroviaire situé dans l'actuelle ville de Charleville-Mézières.

## Localisation
Mohon est l'une des cinq communes, avec Charleville, Mézières, Étion et Montcy-Saint-Pierre, qui fusionnent en 1966 pour donner naissance à Charleville-Mézières. « Cité cheminote par excellence », elle dispose d'un atelier et d'un dépôt SNCF.

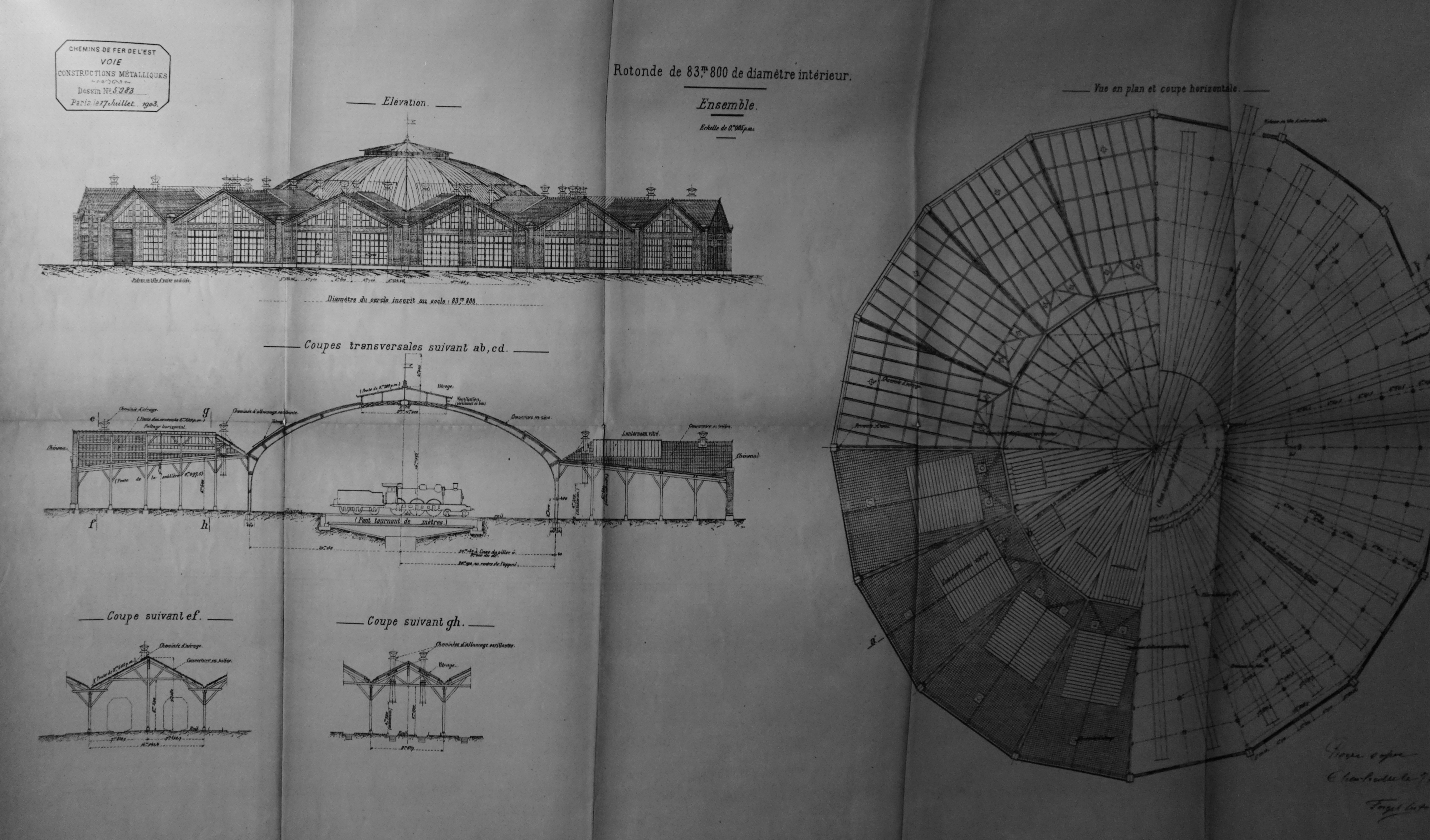
Plan et vue
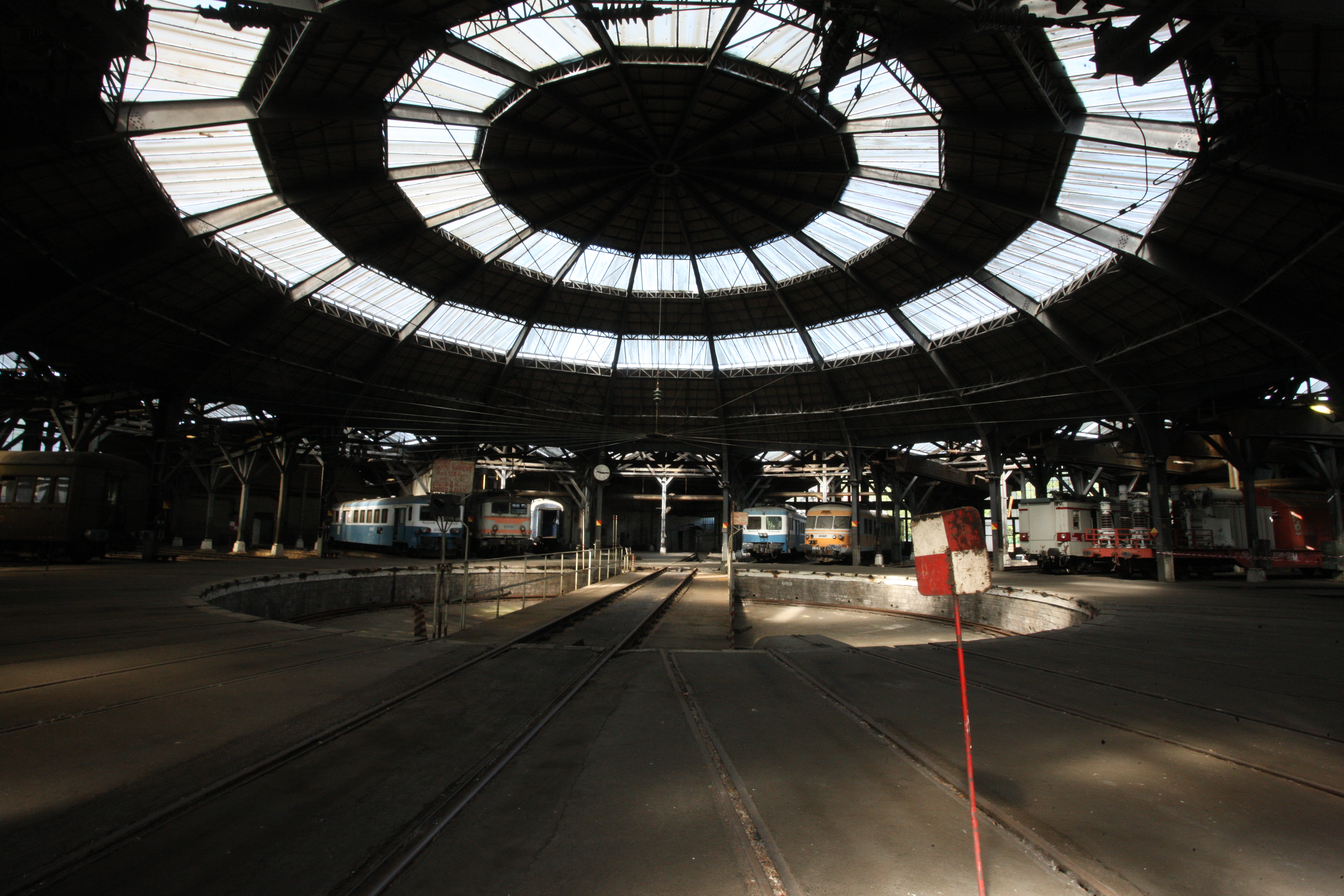
de la rotonde.

## Historique
À la suite du passage de l'Alsace-Moselle à l'Allemagne après la guerre de 1870 et à l'augmentation du trafic ferroviaire, la Compagnie des chemins de fer de l'Est réfléchit à la construction d'un nouveau dépôt de locomotives par déplacement de l'ancien, situé sur la rive droite de la Meuse.
Le plan initial, en 1896 prévoit deux rotondes reliées par un atelier. Le plan est modifié en 1903 pour trois rotondes communiquant avec un atelier. Le plan définitif est retenu en 1904, avec deux rotondes abritant 32 voies chacune et un atelier de trois voies dont deux sur fosse, permettant le levage des locomotives.
La construction a lieu de 1906 à 1908 :
- construction des bâtiments en acier en 1906-1907,
- construction de l'atelier en 1908.

Au début des années 1980, la baisse significative de la production minière et sidérurgique de Lorraine a des conséquences sur le trafic ferroviaire. Le dépôt n'accueille plus autant de locomotives. Une des deux rotondes est détruite en 1981.
La rotonde SNCF subsistante est inscrite au titre des monuments historiques par arrêté du 28 décembre 1984, l'atelier et les vestiges de la seconde rotonde sont inscrits par arrêté du 26 décembre 2006.
En 2017, la vétusté de la rotonde, accentuée par un incendie, fait que les risques d'effondrement de la structure sont importants. En 2018, la SNCF promet 150 000 euros pour rénover la rotonde.
L'association AMR Mohon tente de sauvegarder le site.
En 2024, après le rachat du site par les Ateliers de Vendeuvre, « entreprise auboise qui compte y fabriquer des wagons spéciaux » et qui a signé un accord avec la SNCF Immobilier, la ville de Charleville-Mézières et Ardenne Métropole, « l’ancien dépôt SNCF entame une nouvelle vie entre activité ferroviaire et musée », et « il ouvrira ses portes aux visiteurs »,.